# Zonizzazione
La zonizzazione è uno strumento utilizzato in urbanistica consistente nel suddividere il territorio di ciascun comune in aree omogenee secondo determinate caratteristiche.
L'attività di zonizzazione è quella mediante la quale la pubblica amministrazione suddivide il proprio territorio comunale in zone alle quali viene riconosciuta o attribuita una determinata funzione con conseguente attribuzione di vincoli ed altri limiti da osservare per ciascuna zona.

## Storia
Il primo Stato ad adottare la zonizzazione fu la Germania nei primi anni del XX secolo con Walter Christaller.
Una Zoning Law statunitense fu adottata per la prima volta a New York nel 1916. Essa definiva, per ogni lotto o isolato della superficie di Manhattan, un involucro immaginario che tracciava i contorni del massimo volume costruibile consentito. La legge assumeva il Woolworth come regola, che stabiliva le altezze massime degli edifici, e le distanze minime che l'edificio deve avere nei confronti dei limiti del proprio lotto edificabile.

## Nel mondo

### Italia
In Italia il concetto di "zonizzazione" venne introdotto dalla legge 17 agosto 1942, n. 1150 introduce il termine di “zona”, che sarà approfondito dalla legge 6 agosto 1967 n. 765 che istituisce all'art. 17 le "zone territoriali omogenee" (ZTO).
L'attività di zonizzazione si attua mediante l'identificazione delle medesime, come stabilito dall'art. 2 del decreto interministeriale 2 aprile 1968, n. 1444, che le definisce nell'ambito della pianificazione urbanistica.